# اینچخه
اینچخه (به لاتین: Inchkhe) یک منطقهٔ مسکونی در روسیه است که در شهرستان کایاکنتسکی واقع شده‌است.